# Fadwa Tuqan
Fadwa Tuqan (Nablus, 1º marzo 1917 – 12 dicembre 2003) è stata una poetessa e saggista palestinese.
Fadwa Tuqan (o Fadwa Touqan, nella traslitterazione francese) è stata una delle voci più note della poesia palestinese. I temi sono principalmente quelli della lotta del suo popolo, l'Intifada, la sofferenza e le atrocità della guerra; ma anche quelli della condizione femminile nel mondo arabo.
Viaggiò molto in Europa e Medio Oriente, studiando, negli anni 1962-'64, lingua e letteratura inglese presso la Oxford University. Nel 1967 la sua città natale fu occupata dagli israeliani, evento che caratterizzò definitivamente la sua poesia.
Vinse nel 1990 il Palestinians' Jerusalem Award for Culture and Art, oltre altri premi in Grecia, Italia e Giordania.

## Opere tradotte in italiano
- Non ho peccato abbastanza. Antologia di poetesse arabe contemporanee, a cura di Valentina Colombo, Mondadori 2007.